# يقظان بن محمد
يقظان بن محمد أبي اليقظان بن أفلح آخر إمام وحاكم لتيهرت ضمن دولة الرستميين المغرب الأوسط، امتد حكمه بين سنتي 906 و909 (294 هـ-297 هـ) وانتهت في عهده الدولة الرستميين.